# マルクス・パヴィッチ
マルクス・パヴィッチ（Markus Pavic, 1995年3月26日 - ）は、オーストリア・ウィーン出身のサッカー選手。ヴィルトゥス・エンテッラ所属。ポジションはDF。

## 人物
パヴィッチはクロアチアにルーツを持っている。